# 스터질 심프슨
스터질 심프슨(Sturgill Simpson, 1978년 6월 8일 ~ )은 미국의 싱어송라이터이다.

## 음반 목록

### 정규 앨범
- High Top Mountain (2013)
- Metamodern Sounds in Country Music (2014)
- A Sailor's Guide to Earth (2016)